# Wimbledon (Londres)
Wimbledon es una ciudad en el suroeste de Londres, parte del municipio de Merton, ubicado a 7 millas (11,3 km) de Charing Cross, en Inglaterra. La zona está identificada en el plano de Londres como uno de los 35 principales centros del Gran Londres. En los últimos cien años, Wimbledon ha sido internacionalmente conocida como la casa de los campeonatos de tenis de Wimbledon. La zona residencial se divide en dos secciones conocidas como el "pueblo" y la "ciudad"; la calle principal del pueblo es parte de la villa medieval original, y la "ciudad" es parte del desarrollo moderno, desde la construcción de la estación de tren en 1838.

## Toponimia
El nombre de Wimbledon significa "cerro Wynnman". La sílaba final, -don, deriva del celta dun ("colina"). La ortografía actual parece haber sido resuelta en relativamente poco tiempo, en el siglo XIX, y es la última de una larga serie de variaciones. 
El pueblo se conoce como "Wimbedounyng", a partir de una carta firmada por el rey Edgardo el Pacífico, en 967, y ya se muestra en el mapa de 1786 de J. Cary, de la zona de Londres, como "Wimbleton".

## Historia
Wimbledon ha sido habitada desde la Edad de Hierro, cuando se cree que el fuerte en Wimbledon Common fue construido. El centro original de Wimbledon estaba en la cima de la colina cercana al pueblo - el área ahora conocida localmente como "la aldea". 
En 1087, cuando el Domesday Book fue compilado, Wimbledon era parte de la casa solariega de Mortlake. Como propiedad y casa solariega, Wimbledon cambió de manos, muchas veces, durante su historia. La mansión se convirtió en la iglesia hasta 1398, cuando Thomas Arundel, arzobispo de Canterbury, cayó en desgracia con Richard II y fue exiliado. En ese año, la mansión fue confiscada y pasó a ser propiedad de la corona. 

### SigloXVI
La casa solariega, ahora propiedad de la corona, se mantuvo hasta el reinado de Henry VIII, cuando se le concedió brevemente a Thomas Cromwell, Conde de Essex, hasta que Cromwell fue ejecutado en 1540 y volvió a ser confiscada. Pasó a estar bajo el poder de la última esposa de Henry VIII, y de la viuda Catalina Parr, hasta su muerte en 1548, cuando volvió otra vez a la corona. 
En la década de 1550, la hija de Enrique, María I, concedió el señorío al cardenal Reginald Pole, que la mantuvo hasta su muerte en 1558 (vuelve, nuevamente, a ser propiedad real). Pero, la hermana de María, Elizabeth I mantuvo la propiedad hasta 1574, cuando cedió la mansión (pero no la casa) a Christopher Hatton, quien la vendió en el mismo año, a Sir Thomas Cecil, conde de Exeter. Las tierras de la casa fueron entregadas a la familia de Cecil en 1588 y una casa señorial, nueva, fue construida, rodeada de jardines, en el estilo isabelino formal.

### SigloXVII

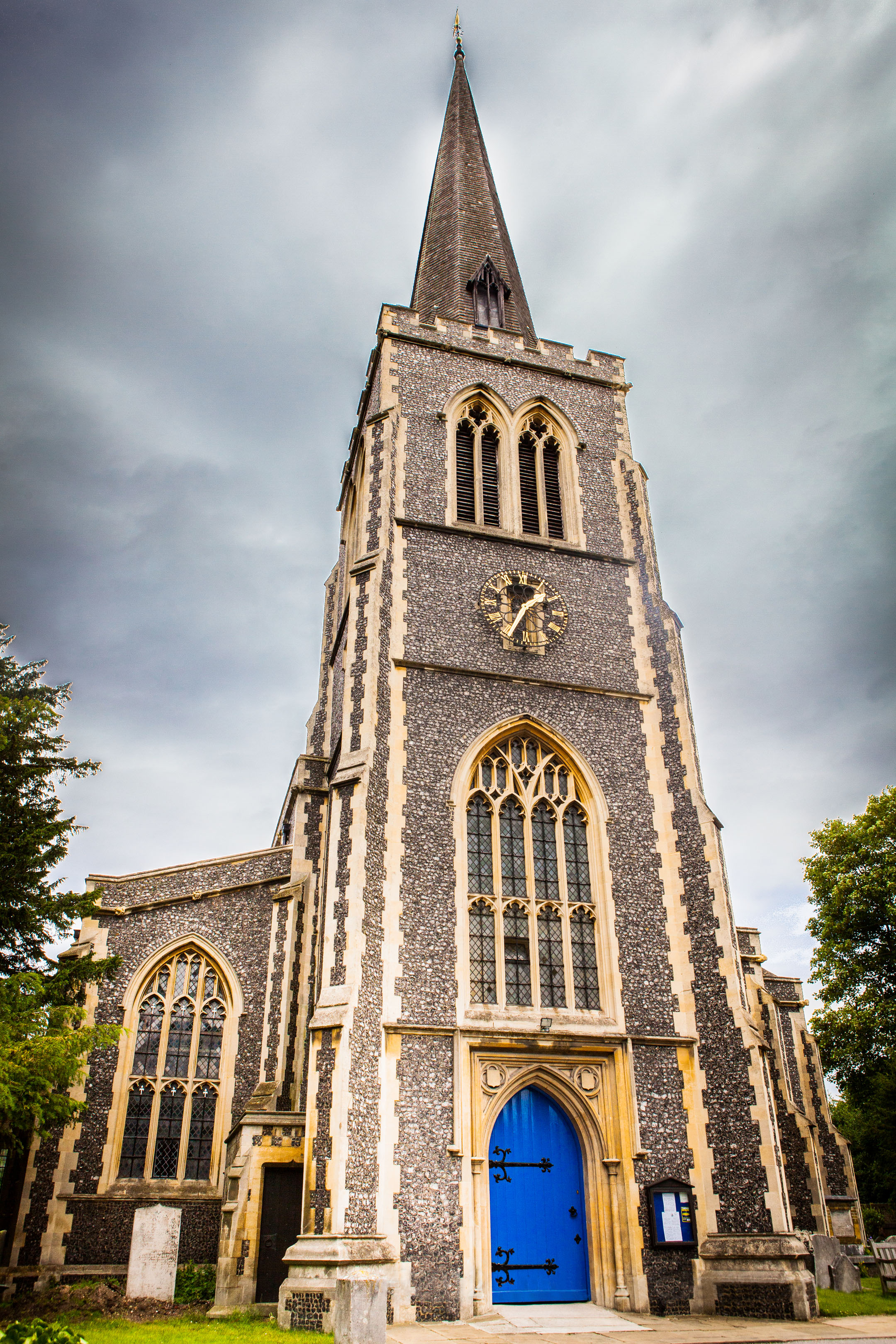
St Mary's Church, Wimbledon

La proximidad (que le da comodidad) a la capital, de Wimbledon, empezaba a atraer a otras familias ricas y en 1613 Robert Bell, el Maestro del Gremio de Girdlers y director de la British East India Company construyó Eagle House, como una casa a una distancia asequible de Londres. La familia de Cecil mantuvo la casa durante cincuenta años antes de que fuera comprada por Carlos I, en 1638, para la reina Enriqueta María. 
Tras la ejecución del Rey en 1649, la mansión pasó rápidamente a ser propiedad de diversos parlamentarios, incluyendo Adam Baynes, miembro del Parlamento por Leeds, y el general de la Guerra Civil Inglesa, John Lambert; pero, tras la restauración de la monarquía en 1660, pasó de nuevo a ser propiedad de Enriqueta María (ahora la viuda de Carlos I y la madre del nuevo rey, Carlos II). 
La reina viuda vendió la casa en 1661 a George Digby, conde de Bristol, que empleó a John Evelyn para mejorar y actualizar el paisaje, de acuerdo con la última moda barroca, con grutas y fuentes. A su muerte, en 1677, la casa fue vendida -nuevamente- a la Tesorería del Alto Señor, Thomas Osborne, conde de Danby.

### SigloXVIII
La familia Osborne vendió la mansión a Sir Theodore Janssen en 1712. Janssen, director de la Compañía del Mar del Sur, comenzó una nueva casa para reemplazar la casa solariega construida, pero, debido al espectacular colapso de la empresa, la nueva mansión nunca se terminó. 
La propietaria que le sucedió, Sarah Churchill, Duquesa de Marlborough, aumentó las tierras pertenecientes a la mansión y terminó la construcción de una casa para finalizar el esfuerzo inacabado Janssen, en 1735. A su muerte en 1744, la propiedad pasó a su nieto, John Spencer, y posteriormente a Earl Spencer. 
El pueblo siguió creciendo y la introducción en el siglo XVIII de los servicios de diligencia, y la casa del zorro, hicieron popular el viaje de rutina desde Londres, aunque se tenía el riesgo de ser atacados por salteadores de caminos, como Jerry Abershawe, en la carretera de Portsmouth. 
La casa solariega de 1735 se incendió en la década de 1780 y fue reemplazada por Wimbledon Park House en 1801. En este momento las tierras señoriales, incluían Wimbledon Common (entonces llamado un páramo) y el parque cerrado alrededor de la casa solariega. El área del parque corresponde a la zona moderna de Wimbledon Park, y la nueva casa, estaba situada al este de la iglesia de St Mary's. 
Wimbledon House, una residencia independiente cerca de la aldea, en el extremo sur de Parkside (cerca de la actual Peek Media Luna Roja), estuvo habitado, en la década de 1790, por exiliados, como el estadista francés vizconde de Calonne, y más tarde, la madre del escritor Frederick Marryat.

### SigloXIX
La agitación, en las primeras décadas del siglo XIX, fue limitada para una región relativamente alejada como Wimbledon, con una población rural estable que coexistía con la nobleza y los comerciantes ricos de la ciudad; pero, en 1838, cuando la apertura de la London and South Western Railway (L & SWR) interpuso una estación al sur este de la aldea, en la parte inferior de la colina de Wimbledon, la situación cambió. La ubicación de la estación cambió el enfoque de crecimiento posterior de la ciudad, que se dio lejos del centro de la aldea original. 
Por varios años, Wimbledon Park fue alquilada al duque de Somerset, quien brevemente, en la década de 1820 contrató a un joven, Joseph Paxton, como uno de sus jardineros; pero, en la década de 1840, la familia Spencer vendió el parque como un terreno edificable. Un período de desarrollo residencial comenzó con la construcción de grandes viviendas unifamiliares en el norte del parque. En 1864, los Spencer trataron de obtener la autorización parlamentaria para encerrar "el común original", la creación de un nuevo parque con una casa y los jardines, y vender una parte para la construcción. Tras una investigación, el permiso fue denegado y un consejo de los conservadores fue establecido en 1871 para tomar posesión de "la común original" y preservarla en su estado natural. 
Las conexiones de transporte, ampliadas aún más, con nuevas líneas ferroviarias de Croydon (Wimbledon y Croydon ferrocarril, inaugurado en 1855) y Tooting (Tooting, Merton y Wimbledon ferrocarril, inaugurado en 1868)y el Ferrocarril del Distrito Metropolitano (ahora Distrito de la Línea del metro de Londres), ampliaron más su servicio, agregando nuevas pistas de Putney, en 1889. 
En la segunda mitad del siglo, Wimbledon experimentó una expansión muy rápida de su población. De una base pequeña de algo menos de 2 700 habitantes, registrados en el censo de 1851, la población creció un mínimo de un 60 % cada década; hasta 1901 el aumento fue por quince (en cincuenta años). Durante este tiempo un gran número de villas y casas adosadas se construyeron a lo largo de las carreteras, desde el centro hacia la vecina Putney, Merton Park y Raynes Park. 
El desarrollo comercial y cívico de la ciudad también se aceleró durante este período. La tienda de departamentos de Ely abrió en 1876 y empezó a estirar las tiendas a lo largo de la Broadway hasta Merton. Wimbledon consiguió su primera comisaría en 1870, situada en Victoria, la Media Luna Roja. La evolución cultural incluyó un Instituto Literario en la década de 1860 y la apertura de la Biblioteca de Wimbledon en 1887. Las necesidades religiosas de la creciente población eran atendidas por un programa de construcción de iglesias, empezando por la reconstrucción de la iglesia de Santa María en 1849 y la construcción de la iglesia de Cristo (1859) y la iglesia de la Trinidad (1862). 
El cambio de carácter de Wimbledon fue reconocida en 1894 cuando, bajo la Ley de Gobierno Local de 1894, se formó el distrito urbano de Wimbledon, con un consejo electo.

## Personalidades
- Sarah Churchill, Duquesa de Marlborough
- Robert Graves, escritor afincado en Deia desde 1929